# Krokočín
Krokočín település Csehországban, a Třebíči járásban. Krokočín Stanoviště, Velká Bíteš, Újezd u Rosic és Hluboké településekkel határos. Lakosainak száma 210 fő (2024. január 1.).

## Népesség
A település lakosságának változását az alábbi diagram mutatja:
| Lakosok száma | 264  | 321  | 284  | 271  | 229  | 191  | 202  | 201  | 219  | 210  |
|               | 1869 | 1900 | 1921 | 1961 | 1980 | 2011 | 2016 | 2019 | 2021 | 2024 |